# Célia Lafitedupont
Célia Lafitedupont est une monteuse française.

## Filmographie
- 2007 : Deux Vies plus une d'Idit Cebula
- 2008 : C'est pour quand ? (court-métrage) de Katia Lewkowicz
- 2008 : Nos 18 ans de Frédéric Berthe
- 2009 : À l'origine de Xavier Giannoli
- 2009 : Cendres et Sang de Fanny Ardant
- 2010 : Bus Palladium de Christopher Thompson
- 2011 : Pourquoi tu pleures ? de Katia Lewkowicz
- 2012 : Le Prénom de Matthieu Delaporte et Alexandre de La Patellière
- 2012 : Superstar de Xavier Giannoli
- 2013 : Rue Mandar d'Idit Cebula
- 2013 : 100% cachemire de Valérie Lemercier
- 2014 : Un illustre inconnu de Matthieu Delaporte
- 2015 : Ainsi soient-ils de Rodolphe Tissot - Saison 3
- 2016 : Les Naufragés de David Charhon
- 2016 : For This Is My Body de Paule Muret
- 2017 : Le Brio de Yvan Attal
- 2018 : Un homme pressé de Hervé Mimran
- 2019 : Mon chien Stupide d'Yvan Attal
- 2019 : Le meilleur reste à venir d'Alexandre de La Patellière et Matthieu Delaporte
- 2021 : Disparu à Jamais de Juan Carlos Medina, mini-série
- 2022 : Placés de Nessim Chikhaoui
- 2023 : Les Trois Mousquetaires : D'Artagnan de Martin Bourboulon
- 2024 : Les Espions de la terreur de Rodolphe Tissot, mini-série (Ep1, Ep2)
- 2024 : Le Comte de Monte-Cristo de Matthieu Delaporte et Alexandre de La Patellière

## Distinctions

### Nominations
- César 2010 : meilleur montage pour À l'origine
- César 2025 : meilleur montage pour Le Comte de Monte-Cristo

### Décorations
- Chevalière de l'ordre des Arts et des Lettres (2025)